# La vuelta al mundo en 80 enigmas
La vuelta al mundo en 80 enigmas es un programa semanal de Radio Nacional de España escrito, realizado y dirigido por el periodista y escritor Juan José Plans dedicado al mundo del misterio que se emitió a lo largo del segundo trimestre del año 1979. El programa trata temas como la licantropía, los ovnis o los robots a través de recreaciones dramáticas. Es uno de los primeros programas radiofónicos españoles dedicados a los fenómenos paranormales y el misterio.
Como su director afirma en el primer programa, trataba de ofrecer "una vuelta al mundo un poco especial, enfocada en los enigmas, por distintos continentes, en aquellos lugares en que muchas cosas continúan siendo misterios y enigmas y en los que tal vez lleguemos a una solución".